# Deszk
Deszk (szerbül: Деска, horvátul: Deska) község Csongrád-Csanád vármegyében, a Szegedi járásban.

## Fekvése
Szegedtől délkeletre, a torontáli háromszög Marosszög nevű északi csücskében helyezkedik el, Szőreg városrésztől mindössze 3 kilométer távolságra. Közigazgatási területének északi szélét a Maros folyása jelöli ki – azon túl abból az irányból Szeged keleti külterületeivel, Tápairét településrésszel határos –, további szomszédai északkelet felől – még ugyancsak a Maros túlsó partján – Maroslele, kelet felől Klárafalva, délkelet felől Kübekháza, délnyugat felől Újszentiván, nyugat felől pedig Szőreg. Külterületei keleti irányban a központtól csaknem 10 kilométernyire elnyúlnak, így érintkeznek ferencszállási és kiszombori határrészekkel is.

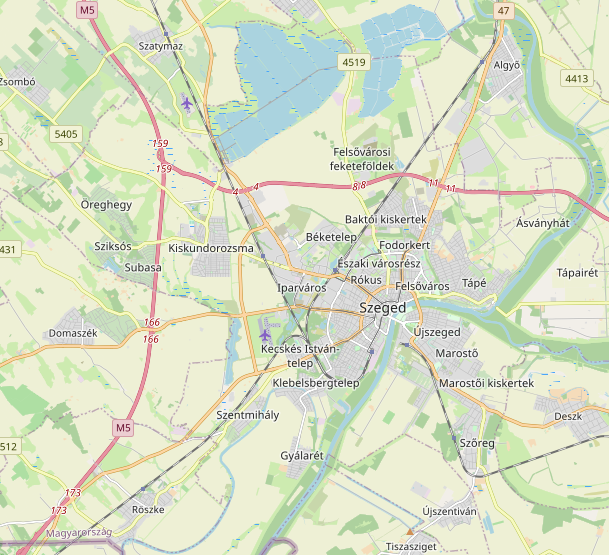
Deszk Szeged környéke térképén

### Megközelítése
A település központján végighúzódik nyugat-keleti irányban a Szegedről Makóra, majd onnan Románia (Arad) felé továbbvezető 43-as főút, így közúton az említett városok mindegyike felől ez a leginkább kézenfekvő megközelítési útvonala. Keleti határszélét érinti még a Szőregtől Kübekházán át Klárafalváig húzódó 4302-es út is.
Vasúton a település a MÁV 121-es számú Kétegyháza–Újszeged-vasútvonalán érhető el, amelynek egy megállási pontja van itt. Deszk megállóhely a vonal állomásainak viszonylatában Kiszombor vasútállomás és Szőreg vasútállomás között található, fizikailag a község déli szélén helyezkedik el, közúti elérését a 43-as főútból kiágazó 43 306-os számú mellékút teszi lehetővé.

## Története
A neve későn, a 15. század végén tűnik fel, s ekkor kisnemesek kezén volt. Két részre oszlott; az egyiket a Bihar vármegyei származású Esztári család, a másikat a temesvári eredetű Bodó család tulajdonolta. 1490-ben II. Ulászló király elvette Esztári Bálintnak itteni részét, mert ő Albert lengyel herceghez csatlakozott, s emiatt a hűtlenség bűnébe esett, majd eladományozta Losonczi Lászlónak. Majd feltűnik a másik birtokos is, Temesvári Bodó Péter, aki 1510-ben Sárszegi István szegedi ispánnak és királyi sókamarásnak zálogosítja el a deszki részét.
A 16. század elején már kicsit jelentősebb helység lehetett; 1536-ban Oláh Miklós érdemesnek tartotta munkájában külön is megemlíteni.
Az 1557—58. évben a temesvári defterdár összeírta Deszk lakosait. A 20 házban, melyek közül kettő újabb építésű volt, a következő férfi lakosokat találta: 
Baráti Gergely, Barna György, Damian Maries, Fényes Miklós, Garas Jakab, Hámos Lukács, Kues B., Máté Gáspár, Nagy János, Nótás István, Petes Pál, Rabos Márton, Szekeri Péter, Tót Antal, Török Antal, Vajda Bálint és Tamás, Vanda István és Pál, Zombori György. 
Bár már a török iga nehezedett rájuk, Deszk lakosai 1558-ban mégis beszállították Gyulára a magyar királynak 16 forint adójukat; de már két év múlva az adórovó azon helységek közt sorolják fel, a melyeket nem lehetett megközelíteni.
Megvolt a falu még 1582-ben is, mert azt olvassuk, hogy Deszken nyolc magyar gazdának összesen 2422 juha volt.
1700 körül mint Maroson túli, s a csanádi püspökséghez tartozó falu volt felsorolva.
Majd a következő évtized háborús zavaraiban újra elpusztult. Mint puszta, a temesvári bánság csanádi kerületébe tartozott, s 1718-ban a főstrázsamester Veliki Vászó szegedi kapitány bérelte. 1720-ban azt az ajánlatot tette a kapitány, hogy kész Deszka-pusztát betelepíteni; de ebből még ekkor semmi sem lett.
A temesvári igazgatóság 1746. márciusa körül telepítette be a helyet szerb militaristákból. 1748. dec. 11-én a csanádi tiszttartó már kimutatást küldhetett a falu lakosainak és jövedelmeinek gyarapodásáról.
1779-ben Deszket Torontál vármegyébe sorolták be. 1800-ban Klárafalvával együtt megvásárolta Gerliczy Ferencz báró, s azután az ő örökösei tulajdonolták.
1923-ig Torontál vármegye Törökkanizsai járásához, 1923 és 1945 között Csanád, Arad és Torontál k.e.e. vármegye, majd az  1950-es megyerendezésig Csanád vármegye Torontáli járásához tartozott.

## Közélete

### Polgármesterei
- 1990–1994: Czifra László (független)[5]
- 1994–1998: Simicz József (MSZP)[6]
- 1998–2002: Simicz József (MSZP)[7]
- 2002–2006: Simicz József (MSZP)[8]
- 2006–2010: Simicz József (MSZP)[9]
- 2010–2014: Király László (MSZP)[10]
- 2014–2019: Király László (MSZP)[11]
- 2019–2024: Király László (független)[12]
- 2024– : Király László (független)[1]

## Egészségügy
Itt található a Csongrád Megyei Mellkasi Betegségek Szakkórháza (6772 Deszk, Alkotmány u. 36.).

## Népesség
A település népességének változása:
| Lakosok száma | 3485 | 3442 | 3461 | 3736 | 3711 | 3868 | 3834 | 3948 |
|               | 2013 | 2014 | 2015 | 2020 | 2021 | 2022 | 2023 | 2024 |

2001-ben a település lakosságának 92%-a magyar, 5%-a szerb és 3%-a egyéb (cigány, szlovák, német, román, horvát stb.) nemzetiségűnek vallotta magát.
A 2011-es népszámlálás során a lakosok 87,7%-a magyarnak, 0,4% cigánynak, 0,4% horvátnak, 0,6% németnek, 0,5% románnak, 2,8% szerbnek, 0,2% szlováknak mondta magát (11,6% nem nyilatkozott; a kettős identitások miatt a végösszeg nagyobb lehet 100%-nál). A vallási megoszlás a következő volt: római katolikus 41,2%, református 4%, evangélikus 0,4%, görögkatolikus 1,2%, felekezeten kívüli 24% (24,1% nem nyilatkozott).
2022-ben a lakosság 89,2%-a vallotta magát magyarnak, 2,9% szerbnek, 0,8% németnek, 0,6% románnak, 0,3% szlováknak, 0,3% lengyelnek, 0,2% cigánynak, 0,2% horvátnak, 0,1-0,1% görögnek, örménynek, bolgárnak, ruszinnak és ukránnak, 4,4% egyéb, nem hazai nemzetiségűnek (10,4% nem nyilatkozott; a kettős identitások miatt a végösszeg nagyobb lehet 100%-nál). Vallásuk szerint 28,4% volt római katolikus, 3,6% református, 1,7% ortodox, 0,4% görög katolikus, 0,6% evangélikus, 2,1% egyéb keresztény, 0,5% egyéb katolikus, 19,5% felekezeten kívüli (43,1% nem válaszolt).

## Nevezetességei
Az 1884-ben épült eklektikus-klasszicizáló, volt Gerliczy-kastély (Alkotmány u. 36.) épületében jelenleg a Mellkasi Betegségek Szakkórháza működik, melyet hét hektáros park övez. A kastélypark egyedi és védett természeti értékű kocsányos tölgyei nemcsak a betegek gyógyulását segítik elő, hanem az idelátogatóknak is kellemes élményt nyújtanak, a park díszítőszobraival együtt. (Varga Imre, Vass Károly és Kovács Ferenc alkotásai)
A neogótikus stílusban épült római katolikus templomot 1904-ben emelték, a kastély közvetlen szomszédságában található. A torontáli térség legdíszesebb temploma, arányaiban és díszítésében a legszebb hagyományokat őrzi: pompás berendezése, oltára, szószéke, keresztúti faragott stáció és csodálatos rózsaablaka szemet-lelket gyönyörködtetőek.
A település egyik kuriózuma a hazai viszonylatban is ritkaságszámba menő klasszicista stílusú 1859-ben épült ortodox szerb templom eklektikus jellegű ikonosztázzal (Felszabadulás utca).
A település megőrizte az erdélyi Kós Károly építészeti iskola stílusjegyeit őrző régi iskolát.

## Testvértelepülései
- Oroszhegy (Románia)
- Rahó (Ukrajna)
- Wiesenbach (Németország)
- Königstein (Németország)
- Ninove (Belgium)
- Donnery (Franciaország)
- Törökkanizsa (Szerbia)

## Szólás
A 19. században Deszkhez tartozó puszta volt Kukutyin.
„Elmegyek Kukutyinba zabot hegyezni.”
Történt az 1880-as években, hogy nagy árvíz pusztított a vidéken. A termés nagy része odaveszett, a zabot csak úgy tudták megmenteni, hogy ladikkal beúsztak a termőföldre, és levágták a zab hegyét, azaz a végét. Innen ered a szólás.
Lásd még: Fiktív helynevek Magyarországon